# Église Saint-Malo de Gouville-sur-Mer
Pour les articles homonymes, voir Église Saint-Malo.
L'église Saint-Malo de Gouville-sur-Mer est un édifice catholique qui se dresse sur le territoire de l'ancienne commune française de Gouville-sur-Mer, dans le département de la Manche, en région Normandie.

## Localisation
L’église Saint-Malo est située à Gouville-sur-Mer, commune déléguée de la commune nouvelle de Gouville-sur-Mer, dans le département français de la Manche.

## Historique
L'église qui fut édifié au XIVe siècle a été remise en valeur en 1979.

## Mobilier
L'église abrite cinq objets classés aux monuments historiques dont une éducation de la Vierge du XVe siècle. Est conservée également une sculpture représentant sainte Anne du XVe siècle.